# Laura Méritt
Laura Méritt (* 24. September 1960 in Wadern als Barbara Merziger) ist eine deutsche Kommunikationswissenschaftlerin, Lachforscherin, feministische Linguistin, Autorin und Herausgeberin und Aktivistin der Frauenbewegung. Sie ist Vertreterin des sexpositiven Feminismus. In ihrer Arbeit vereint sie alle Subkulturen und setzt sich besonders für die Gleichstellung von transgeschlechtlichen, intergeschlechtlichen, lesbischen, bisexuellen und schwulen Personen ein, ohne heterosexuelle Personen auszuschließen. In Vorträgen und Workshops vermittelt sie Grundlagen des sexpositiven Feminismus, u. a. durch die vorbehaltlose Einbeziehung aller sexuellen Praktiken, wie z. B. Tantra oder BDSM unter konsensuellen Bedingungen.
Méritt ist Mitbegründerin der PorYes-Bewegung, die für feministische Kriterien in der Pornografie und die lustvolle Darstellung aller und besonders der weiblichen Sexualität eintritt.

## Leben

### Studium und Lehrtätigkeiten
Méritt absolvierte das Abitur an der Europaschule in Luxemburg und studierte an der Universität Trier Germanistik und Politikwissenschaften. Besonders widmete sie sich der feministischen Linguistik bei Ingrid Guentherodt und ist von Senta Trömel-Plötz, Helga Kotthoff und Luise Pusch beeinflusst. Nach ersten Lehrtätigkeiten an der Sprachschule Ligura in Trier arbeitete sie an wissenschaftlichen Projekten wie „Die Sprache der Trümmerfrauen“ und dozierte an der Freien Universität und der Humboldt-Universität Berlin in Germanistik, Kulturwissenschaften und Pädagogik, auch zum Thema Sexarbeit.
Méritt promovierte im Fachbereich Philosophie der Freien Universität Berlin 2005 zum Thema „Lachen der Frauen“ bei dem Sprachwissenschaftler Helmut Richter und der Soziologin Gerburg Treusch-Dieter. Seit 1998 hält sie Vorträge an verschiedenen Universitäten und auf Symposien.
Zusätzlich veranstaltet sie seit 2000 Seminare und Workshops, u. a. zu den Themen „Alltägliche Ekstase“, „Weibliche Ejakulation“, „PorYes: Feministische Pornos“, „Mösenmassage nach Annie Sprinkle“, und „Analmassage nach Jo Kramer“. 2001 ließ sich Méritt zur Mediatorin am Institut für Streitkultur in Berlin ausbilden. Von 2007 bis 2009 absolvierte sie ein Studium an der Hagia, der Internationalen Akademie für moderne Matriarchatsforschung, bei Heide Göttner-Abendroth.

### Aktivitäten
Méritt war Gründungsmitglied und Performerin im Frauenkabarett „Die K(r)ampfadern“ sowie der Trierer Landesgruppe der Grünen.
Seit den Achtzigern engagiert sich Méritt in der Frauen-, Lesben- und Hurenbewegung, als Mitarbeiterin in Sexualberatungsstellen und in der internationalen AIDS-Präventionsarbeit zur Erstellung und Übersetzung von Informations- und Aufklärungsmaterialien und -filmen sowie in der Öffentlichkeitsarbeit und Teilnahme an europäischen und internationalen Prostitutions-Kongressen.
1989 gründete Méritt den Verein Nutten & Nüttchen e. V. der emanzipative Seiten der Sexarbeit und die Qualifikationen von Prostituierten hervorhebt. Sie initiierte die erstmalige Ausrufung des Internationalen Hurentags in Deutschland am 2. Juni 1989 in Berlin, der seitdem jährlich begangen wird und an den Streik der Sexarbeiterinnen in Lyon 1975 erinnert, den Beginn der Hurenbewegung.
Laura Méritt führt Europas ältesten feministischen Sexshop „Sexclusivitäten“ in Berlin-Kreuzberg. Jeden Freitag finden dort „Freudensalons“ statt, die Sexualität aktivistisch, theoretisch und politisch thematisieren.
1993 gründete Méritt mit anderen den „Club Rosa“, einen lesbischen Escort-Service für Frauen. 2008 hielt sie Eröffnungsvorträge bei der Ausstellung „Sexarbeit“ in Hamburg und Bern.
2009 initiierte sie den PorYes Award – Feminist Porn Award Europe, der seitdem alle zwei Jahre in Berlin stattfindet. Der PorYes Award zeichnet sexpositive Produktionen aus verschiedenen Generationen und Kulturen aus, die feministische Kriterien wie Konsens, Vielfalt und ethische Arbeitsbedingungen erfüllen. Seit 2017 findet die Verleihung des PorYes Awards im Theater Hebbel am Ufer (HAU) in Berlin statt.
2014 war sie Mitkuratorin und Namensgeberin der Ausstellung Porn That Way im Schwulen Museum Berlin. Laura Méritts Schwerpunkt war PorYes und feministische Pornografie der sexpositiven Bewegung.
2015 wurde sie mit dem „Soul of Stonewall Award“ der für ihr Lebenswerk ausgezeichnet. Der Berliner CSD e.V. zeichnet alljährlich Personen oder Organisationen mit dem Soul of Stonewall Award (SoSA; früher „Zivilcouragepreis“) aus, um dem vielfältigen Engagement für die Menschenrechte von LSBTTIQ* Respekt auszusprechen.
Für das Missy Magazine schreibt Laura Méritt regelmäßig über Sexualität_en.

## Schriften

### Bücher
- als Hrsg.: Austern. Frauen-Sexzeitschrift, Berlin 1993.
- Lesbischer Stadtplan. Berlin 1994
- Lauras Animösitäten. Das queer lesbische Sexwörterbuch. Konkursbuch, 1994, ISBN 3-88769-089-3.
- Lauras Spielzeugschatulle. Querverlag, Berlin 2001, ISBN 3-89656-069-7.
- als Mit-Hrsg.: Mehr als eine Liebe: Polyamouröse Beziehungen. Orlanda Frauenverlag, Berlin 2005, ISBN 3-936937-32-X.
- Das Lachen der Frauen: Erscheinungsformen und Funktionen anhand einer Interviewanalyse, VDM Verlag Dr. Müller, Saarbrücken 2007, ISBN 978-3-8364-2455-4.
- Das Lachen von Frauen im Gespräch über Shopping und Sexualität. Dissertation an der Freien Universität Berlin, 2005, DNB 97901879X.
- als Hrsg.: Mein lesbisches Auge I-XXI. Konkursbuch, 1998–2021, ISBN 978-3-88769-920-8.
- Alltägliche Ekstase, Orlanda Frauenverlag, Berlin 2009, ISBN 978-3-936937-63-3.
- als Hrsg.: Frauenkörper neu gesehen: Ein illustriertes Handbuch. Orlanda Frauenverlag, Berlin 2012, ISBN 978-3-936937-93-0.
- Freudenfluss. Die Weibliche Ejakulation. Berlin 2015 (Englisch: The Gush of Ecstasy), Berlin 2017, ISBN 978-3-9826300-1-4.
- als Hrsg.: Erikas Leidenschaften. Ula Stöckl. Sonderausgabe zur Werkschau im Kino Arsenal, Berlin 2018.
- Mösenmassage & die Vielfalt der Megasmen. Berlin 2022, ISBN 978-3-9826300-3-8
- als Hrsg.: Frauenkörper neu gesehen: Ein illustriertes Handbuch. Berlin 2023. ISBN 978-3-9826300-0-7.

### Artikel
- Hure und Lesbe. Ein reizendes Pärchen. In: Stephanie Kuhnen (Hrsg.): Butch Femme. Eine erotische Kultur. Berlin, Querverlag 1997, ISBN 3-89656-015-8.
- Der blaue Delphin. Ein weiblicher Blick auf Sex, Spielzeug und Sprache. In: Botschaft der Dinge. (= Kataloge der Museumsstiftung Post und Telekommunikation. Band 18). Edition Braus, Berlin 2003, ISBN 3-89904-056-2.
- Was machen eigentlich "Nutten und Nüttchen"? In: Elisabeth von Dücker, Museum der Arbeit (HRSG): Sexarbeit. Prostitution - Lebenswelten und Mythen. Edition Temmen, 2005, ISBN 3-86108-542-9.
- Selfmade Men. In: Pia Thilmann, Tania Witte, Ben Rewald (Hrsg.): Drag Kings. Mit Bartkleber gegen das Patriarchat. Querverlag, Berlin 2007. ISBN 978-3-89656-142-8.
- Sex. In: Sonja Eismann, Chris Köver (Hrsg.): Glückwunsch du bist ein Mädchen - Anleitung zum Klarkommen. Beltz & Gelberg, Weinheim/Basel 2013, ISBN 978-3-407-75368-7.
- PorYes! Feministische Pornos und die sex-positive Bewegung. In: Martina Schuegraf, Angela Tillmann (Hrsg.): Pornografisierung von Gesellschaft. UVK, Konstanz 2012, ISBN 978-3-86764-334-4.[3]
- Feminist Porn in Europa. In: Tristan Taormino (Hrsg.): The Feminist Porn Book. Die Kunst Lust zu vermitteln. Band 2, Louisoder Verlag, München 2014. ISBN 978-3-944153-09-4.
- Vorwort zur deutschen Ausgabe: Eine neue Generation Porno ist da: Feminist Porn. In: Tristan Taormino (Hrsg.): The Feminist Porn Book. Strategien der Lusterzeugung. Band 1, Louisoder Verlag, München 2014, ISBN 978-3-944153-09-4.
- PorYes. Feministische Pornografie. In: Psychoanalyse im Widerspruch. 54/2015.
- Orgasmus ist für mich nur im Plural zu denken. In: Marion Schneider, Linda Troeller: Orgasmus. konkursbuch, Tübingen 2016. ISBN 978-3-88769-948-2.
- Sexshops als Orte sexueller Bildung. "Wissen macht sexy" - Freudenfluss als Methode der Wissensvermittlung. In: Maika Böhm, Elisa Kopitzke, Frank Herrath, Uwe Sielert (Hrsg.): Praxishandbuch. Sexuelle Bildung im Erwachsenenalter. Beltz Juventa, Weinheim 2022, ISBN 978-3-7799-6163-5.
- Leck mich am Arsch! In: Fickt Euch! Sex, Körper und Feminismus. Sexkolumnen des Missy Magazins. Edition Nautilus, Hamburg 2024, ISBN 978-3-96054-378-7.

### Filme/Videos
- Filmemacherin von: Keine Panik. Experimenteller Film über Sexarbeit, Von Nutten & Nüttchen e. V. 1993
- Filmemacherin von: €urosex. ein Film im Auftrag der Europäischen Kommission zur Aufklärung von Sexarbeiterinnen durch europäische Beratungs- und sexuelle Informationsstellen für Frauen; Anleitungen zur sicheren Arbeit in der Prostitution, 2001
- Portraitierte in: Rosas Welt – 70 neue Filme von Rosa von Praunheim. 2013
- Interviewte in: Vulva 3.0 Zwischen Tabu und Tuning, ein Dokumentarfilm von Claudia Richarz & Ulrike Zimmermann, 2014[4]
- Schauspielerin in: Qu´un sang impur, Pauline Curnier Jardin.[5] Preis der Nationalgalerie, Hamburger Bahnhof, Berlin, 2019
- Interviewte in: Female Ejaculation & Other Mysteries of the Universe. Documentary by Julia Ostertag, 2020
- Expertin in: Red Cunt, Reconsidering Periods. Ein Film von Toti Baches, 2021.